# Jean Varret
Jean Varret , né à Paris en 1935 dans une famille de longue lignée militaire, est un général de corps d'armée français ayant notamment participé à la guerre d'Algérie et à plusieurs opérations militaires en Afrique. Opposé à la politique de François Mitterrand au Rwanda, il quitta l'armée en 1993 et fut réhabilité en 2021 par la commission Duclert.

## Biographie

### Enfance, éducation et débuts
Jean Varret est fils et petit-fils de militaire français. Il est né à Paris en 1935 dans une famille de longue lignée militaire. Il est formé au Prytanée national militaire de La Flèche puis à Saint-Cyr.

### Carrière
Jean Varret servit notamment en Algérie, au Gabon et au Rwanda,,,,.
Jeune para en Algérie, il est ensuite affecté au Gabon, en Centrafrique, au Tchad. Il a une carrière de 40 ans sous l'uniforme, avec les unités parachutistes et termine sa carrière sous les états-majors parisiens.
Il dirige le Centre des hautes études militaires et accède à l'état-major. Puis prend la tête de la Coopération militaire avec une nomination de François Mitterrand.
Il est envoyé en soutien aux indépendantistes à la guerre du Biafra. Il est acteur de la France Afrique en 1969 au Gabon et en RCA, aidant l'armée tchadienne, sous André Kolingba où il était colonel.

#### Rwanda
Il démissionne en 1993, avant le génocide des Tutsis au Rwanda, et refuse de porter la responsabilité de la dérive de l'Élysée au Rwanda. Sa réhabilitation survient avec le travail des historiens de la commission Duclert destinée à Emmanuel Macron en 2021.
Il est le personnage central du livre Souviens-toi - Mémoires à l'usage des générations futures,. Il y déclare n'avoir pas été entendu par François Mitterrand,,,. Il a visité le mémorial du génocide de Kigali avec Emmanuel Macron,. Et s'exprimant sur le discours d'Emmanuel Macron à Kigali, il dit 

« J'ai assisté à ce virage et à ces paroles qui étaient attendues par les Rwandais, notamment par les victimes. J’ai été déçu parce qu’il n’est pas allé jusqu’au bout de cette démarche. Je regrette qui n’ait pas présenté ses excuses ou demandé pardon aux victimes, comme on l’a fait pour les Harkis par exemple. »

## Ouvrages
Jean Varret est auteur de 
- "Général, j'en ai pris pour mon grade" de J. Varnet[13]